# 襄阳市
襄阳市，简称襄，原襄樊市，是中华人民共和国湖北省下辖的地级市，位於湖北省北部，汉水中游。市境西界十堰市、神农架林区，西南邻宜昌市，东南接荆门市，东毗随州市，北达河南省南阳市。地处长江支流汉水中游，鄂豫两省交界，西部为武当山、荆山东段，东北为桐柏山，东南为大洪山，中部为南阳盆地。汉水自西北向东南斜贯全境，还有其支流唐白河、南河、蛮河、清河、滚河等。全市总面积19,728平方公里，常住总人口约528万，市人民政府驻襄城区檀溪路219号。襄阳是国家历史文化名城，素有“铁打的襄阳”、“华夏第一城池”、“兵家必争之地”等称号。襄阳自古分為汉水（沔水）南北两岸的襄城及樊城二城，隔汉江相望，二城在历史上都曾经是军事与商业重镇。1949年以后，襄、樊合并为襄樊市。2010年，襄樊市更名为襄阳市。
襄阳市的发展肇始于西周分封邓国于今襄阳市区，从荆州牧刘表徙治襄阳始，襄阳历来为府、道、州、路、县治所。市域内现已查明各时期的文化遗址200多处，有些文物古迹堪称世界之最。襄阳历来是兵家必争之地。3000年的历史中，大小战役难以数计，著名的战例有白起水灌鄢城之战、关羽水淹七军之战、朱序抗拒苻丕之战、岳飞收复襄阳之战、宋元襄樊之战、李自成进占襄阳之战等。其间人文荟萃、灿若繁星，悠久的历史、灿烂的文化、众多的英才，为襄阳留下了大量的名胜古迹和轶闻传说，历来就有“文化古城”的雅称。

## 历史

### 史前时期
《吕氏春秋.召类篇》：“尧战于丹水之浦，以服南蛮，舜却苗民，更易其俗。”夏人向南推进止于汉水流域，商代中叶，约武丁之时，由于国势之强盛，为了打通通向南方特别是长江中游的通道，商曾多次讨伐荆人。祝融的后裔季连所率的部族，大概就在这一阶段，从中原迁徙到襄阳地区在内的江汉地区，并留居下来。有了“禹征三苗”，才有南北文化（黄河文化与长江文化）的第一次交流融合。

### 汉
190年，董卓挟汉献帝西迁长安，将数百万人强行西迁，同时还有青州、徐州的数以百万计的难民的大迁徙，今山东西部和河南的人口大量迁至襄樊地区。后王允杀董卓之后，引起关中大乱，数十万难民逃离关中，其中有一部分南出秦岭武关经南阳盆地也迁入襄阳地区。
这次移民最大的特点是高素质的人才流入，使襄阳一度成为吸引全国人才的洼地。刘表是山东高平人，所以当时迁来大量的山东人：如王粲、王凯及后来的晋太医王叔和，他们都是高平人。其他著名人物有：古文经学家、颖川人司马徽和章陵人宋忠，音乐家、河南人杜夔，颍川人徐庶等。在刘表治荆州的近二十年间，襄阳寓居的移民对襄阳本土文化产生了极其深远的影响。
刘表死后，其子刘琮投降曹操，曹操遂有襄阳，另设襄阳郡。东汉末年，刘备派关羽北上围攻襄阳、樊城，曹操以襄阳为代价与孙权结盟，孙权袭杀关羽。曹操去世后，曹丕继位，烧毁襄樊二城，孙权派陈邵占领襄阳空城，但随即被曹丕以孙权“擅取襄阳”为由派曹仁、徐晃夺回。三国时期，孙吴多次攻打襄阳，皆未果。

### 两晋及南北朝
魏晋南北朝时期是中国历史上政权更迭最频繁的时期，是中国历史由统一到分裂的混乱时期，但再次促进民族文化和地域文化的交流与融合。“天下之要领，襄阳实握之”，此时襄阳地区的文化传统表现以南朝文化为主体，又具有中原风格的物质文化。
269—278年，西晋征南将军羊祜守襄阳，着力经略荆州，与吴国实行“边境交和”，互通绢谷。在边害减轻，戍守巡逻士兵大减的情况下，抽调4万人，垦田800多顷。使羊祜初到襄阳时军无百日粮的状况彻底改变，10年之后，荆州8万士兵已经积有10年余粮。为西晋伐吴奠定雄厚的物资基础。
东晋太元三年（378年）二月，前秦王苻坚派遣征南大将军苻丕、武卫将军苟苌、尚书慕容目韦率步骑7万寇襄阳。第二年春，攻克襄阳，俘朱序，送往长安。秦王苻坚以朱序能守节，拜为度支尚书；以李伯护为不忠，斩之。

### 宋
绍兴四年（1134年）三月十三日，南宋政权把进军收复襄阳等地的决定送达岳飞军营。克復襄阳后，南宋把襄阳府和郢、随、唐、邓、信阳划为襄阳府路，诏升岳飞为清远军节度使、湖北路荆襄谭州制置使。凡属这一路各州县守令政绩的考核监察，也都委任岳飞相机。绍兴六年（1136年）六月，南宋政权又命岳飞屯兵襄阳，以窥中原。紹興和議割讓土地後，襄陽成為南宋的前沿陣地。
宋元襄樊之战从其序幕开始，大约宝祐五年（1257年），到咸淳九年（1273年）结束，大约16年的时间，为世界军事史上最长的攻坚战。其中大约有1年时间的样子，是蒙古军强攻襄阳，蒙宋双方互有胜负，但宋守襄阳较为坚固的阶段。襄阳失守后，南宋军队的战斗力急剧下降，促使忽必烈下最后灭宋的决心。1274年，蒙古军队集兵襄阳，一路南下，势如破竹。到1276年攻下宋都临安，尔后又用3年的时间，占领了整个南宋。

### 明
明藩封，襄憲王朱瞻墡始封。朱瞻墡生為仁宗嫡五子、宣宗親弟、英宗及景帝親叔。心存王室，忠于國家，多次辭讓權柄，上書言政。英宗復辟，感王忠誠，破格以金符召，敘家人禮。永樂二十二年封王，宣德四年就藩長沙府，正統元年移襄陽府，成化十四年薨。後裔終始明代，亡于流賊張獻忠。

### 清
嘉庆元年（1796年）元月，齐林、王聪儿等人约定在元宵灯节发动武装起义，但机密泄露，齐林同一百多名会众被清政府捕杀。积极抗清的王聪儿于一个月之后，再次发动组织了一支四、五万人的反抗軍，他本人被推为“总教师”，即白莲教最高指挥官。1798年，以王聪儿为领袖的襄阳白莲教眾，冲破清军的包围，由鄂经豫入陕，再趁隙进入四川，在川东与四川白蓮教眾会师。清軍大将明亮实行“坚壁清野”追剿教匪，起义军在攻打西安失败后，1798年春，王聪儿于郧西县茅山跳崖自殺，时年22岁。

### 民国时期
1912年废襄阳府，今境共置8县（均州与保康县隶属互换），初属安襄郧荆道，后改属鄂北道。
1914年设襄阳道，治襄阳，领20县，其中有襄阳、枣阳、南漳、宜城、谷城、光化、保康7县。
1948年7月在襄樊战役中，老河口、谷城、南漳、樊城、襄阳城、宜城等地先后被解放军攻占。
1948年12月23日和1949年1月10日，樊城、襄阳城再次被解放军攻占，首次组建襄樊市，隶属桐柏行署三专署。

### 现代

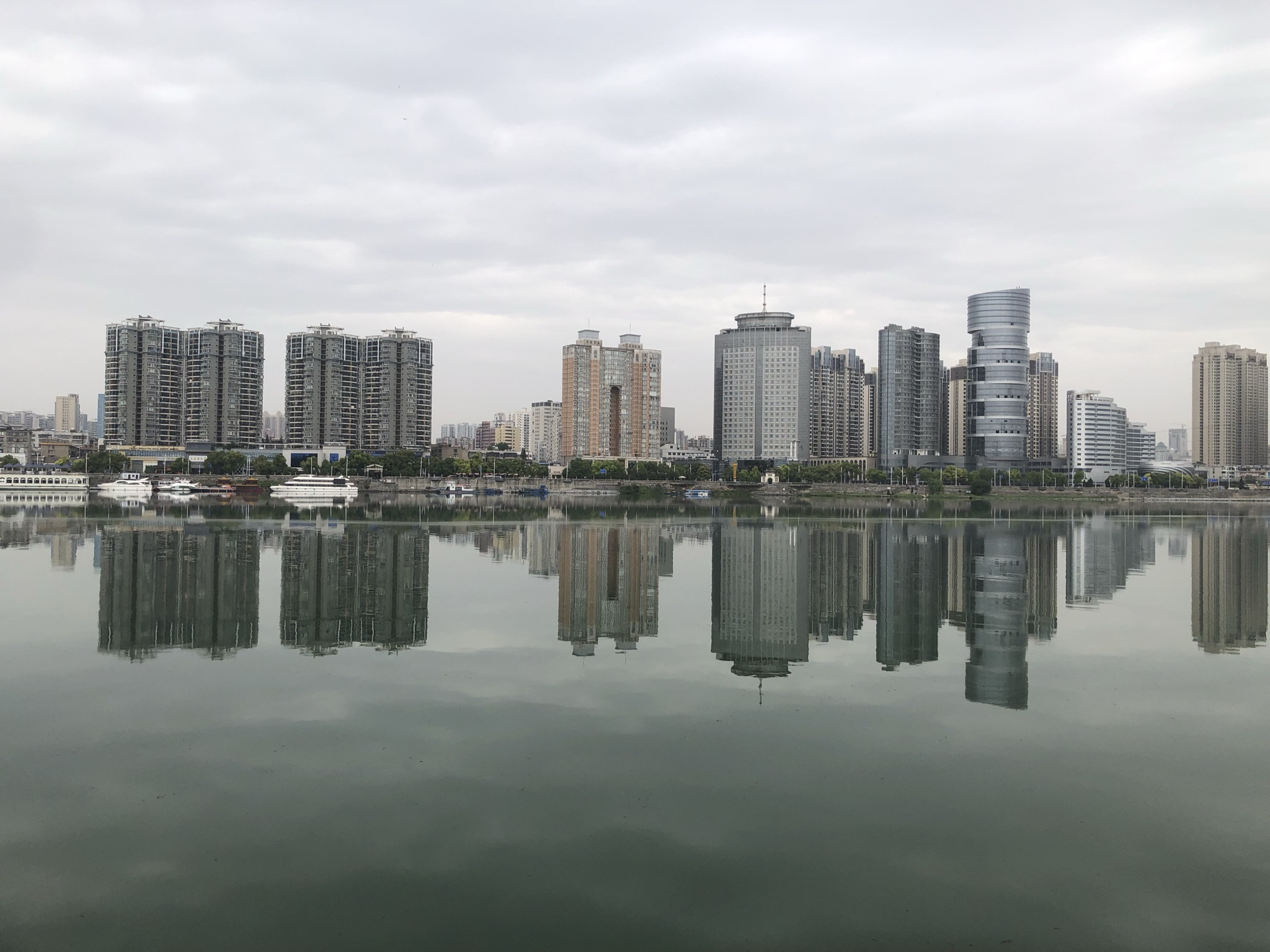
襄阳天际线

1950年5月，复以襄阳县之襄阳、樊城两镇组建襄樊市，隶属襄阳专署。次年6月，襄阳行政区专员公署改称湖北省人民政府襄阳区专员公署。
1958年10月，汉丹铁路从东、西两端同时动工。年底，樊城下河线建成，是本市境内最早的一段铁路。1960年6月1日，襄樊至丹江口段铁路建成通车，长100多公里，襄樊地区境内长90公里，为最早的一段临时营业铁路。1966年1月1日，汉丹铁路全线通车。汉丹铁路与1970年建成的焦枝铁路、1976年开始部分运营的襄渝铁路在樊城交汇，使襄樊成为铁路交通枢纽。
1979年，襄樊市升格为省辖市。1983年8月19日，国务院[1983]164号函批准撤销襄阳地区，其行政区域并入襄樊市。2010年12月9日襄樊市更名为襄阳市。原襄樊市襄陽區更名為襄陽市襄州區。

## 地理

### 位置
- 襄阳市城区位于东经112°00′-112°14′，北纬31°54′-32°10′
- 襄阳市位于东经110°45′-113°43′，北纬31°14′-32°37′

位于湖北省西北部，汉水中游。
接壤地区：东邻随州市，南界荆门市、宜昌市，西连神农架林区、十堰市，北接河南省南阳市，边界线长1332.8公里。
平面直角坐标距离：东西最大横距220公里（东起枣阳市新市镇最东端，西止保康县马桥镇最西端），南北最大纵距154公里（南起南漳县东巩镇最南端，北止老河口市洪山嘴镇最北端）。 
城区东西最大横距21公里（西起隆中华严寺最西端，东至东刘庄三董水库），南北最大纵距29公里（南起永丰水库，北至叶家店北1公里）。
城市结构为组团式江城，襄阳城北濒汉水，东、南、西护城河平均宽180米，最宽处250米，居全国之最。古城墙长7331米，平均高8.5米，宽10-14米。襄阳战略地位十分重要。《读史方舆纪要》称：“襄阳上流门户，北通汝洛，西带秦蜀，南遮湖广，东瞰吴越。”，“以天下言之，则重在襄阳……”。历来为兵家必争之地。
平面版图呈一个不规则的平行四边形。其东线北端起自枣阳新市镇的自竹园寺林场，与随州市新城镇的界牌口村相连；南端止于宜城流水镇马头村，与钟祥市的长寿镇和张集镇相接；两端直线距离约109.5公里。西线北端起自老河口市洪山嘴镇杨华岗村，与河南省淅川县相连；南端止于保康马桥镇，与房县和神农架林区相连接；两端直线距离约122.8公里。辖区南北纵距最远两端点，北端点为老河口洪山嘴镇杨华岗村，南端点为南漳东巩镇苍坪村，两端点直线距离约157公里；东西横距最长两端点，东端点起自枣阳新市镇白竹园寺林场最东端，西端点止于保康马桥镇最西端。两端点直线距离约228公里。边界线全长1332.8公里。

### 地形地貌
襄阳市地形大体分为西部山地，中部岗地、平原，东部低山丘陵等三个基本地理单元，西部山地属于荆山山脉，中部属于南阳盆地；地质分属扬子准地台、秦岭地槽两大构造；土壤主要包括黄棕壤、水稻土、石灰土、潮土、紫色土、山地棕壤等六种；山脉分属武当山、荆山、桐柏山、大洪山四大山系；河流分属汉江、沮漳河两大水系；气候为北亚热带季风气候，一年四季分明；资源较丰富，不少品种储藏量在全国、全省占有重要地位；自然灾害发生种类多，其中水、旱灾害发生频率高、次数多。

### 气候
全市属亚热带季风气候，年平均气温为15至16摄氏度，1月平均气温为2至3度，7月平均温度为27至28度，年降水量为1000毫米，无霜期在228至249天之间，具有中国南北过渡型的气候特征。太阳辐射较为丰富，年平均总日照时效为1800-2100小时。
| 1981–2010年间襄阳市的平均气象数据 | 1981–2010年间襄阳市的平均气象数据 | 1981–2010年间襄阳市的平均气象数据 | 1981–2010年间襄阳市的平均气象数据 | 1981–2010年间襄阳市的平均气象数据 | 1981–2010年间襄阳市的平均气象数据 | 1981–2010年间襄阳市的平均气象数据 | 1981–2010年间襄阳市的平均气象数据 | 1981–2010年间襄阳市的平均气象数据 | 1981–2010年间襄阳市的平均气象数据 | 1981–2010年间襄阳市的平均气象数据 | 1981–2010年间襄阳市的平均气象数据 | 1981–2010年间襄阳市的平均气象数据 | 1981–2010年间襄阳市的平均气象数据 |
| 月份                              | 1月                               | 2月                               | 3月                               | 4月                               | 5月                               | 6月                               | 7月                               | 8月                               | 9月                               | 10月                              | 11月                              | 12月                              | 全年                              |
| --------------------------------- | --------------------------------- | --------------------------------- | --------------------------------- | --------------------------------- | --------------------------------- | --------------------------------- | --------------------------------- | --------------------------------- | --------------------------------- | --------------------------------- | --------------------------------- | --------------------------------- | --------------------------------- |
| 平均高温 °C（°F）                 | 7.4 (45.3)                        | 10.3 (50.5)                       | 15.2 (59.4)                       | 22.0 (71.6)                       | 27.1 (80.8)                       | 30.4 (86.7)                       | 31.8 (89.2)                       | 31.2 (88.2)                       | 27.4 (81.3)                       | 22.1 (71.8)                       | 15.7 (60.3)                       | 9.6 (49.3)                        | 20.8 (69.5)                       |
| 日均气温 °C（°F）                 | 3.1 (37.6)                        | 5.6 (42.1)                        | 10.1 (50.2)                       | 16.6 (61.9)                       | 21.7 (71.1)                       | 25.4 (77.7)                       | 27.4 (81.3)                       | 26.7 (80.1)                       | 22.5 (72.5)                       | 17.1 (62.8)                       | 10.9 (51.6)                       | 5.2 (41.4)                        | 16.0 (60.9)                       |
| 平均低温 °C（°F）                 | −0.2 (31.6)                       | 2.0 (35.6)                        | 6.2 (43.2)                        | 12.4 (54.3)                       | 17.5 (63.5)                       | 21.5 (70.7)                       | 24.1 (75.4)                       | 23.5 (74.3)                       | 19.0 (66.2)                       | 13.4 (56.1)                       | 7.0 (44.6)                        | 1.6 (34.9)                        | 12.3 (54.2)                       |
| 平均降水量 mm（）                 | 19.5 (0.77)                       | 27.6 (1.09)                       | 45.7 (1.80)                       | 60.7 (2.39)                       | 93.9 (3.70)                       | 96.8 (3.81)                       | 148.3 (5.84)                      | 136.9 (5.39)                      | 76.3 (3.00)                       | 66.3 (2.61)                       | 39.1 (1.54)                       | 16.8 (0.66)                       | 827.9 (32.59)                     |
| 平均相對濕度（％）                | 73                                | 71                                | 72                                | 73                                | 72                                | 76                                | 83                                | 82                                | 78                                | 76                                | 74                                | 72                                | 75                                |
| 来源：中国气象数据网              |                                   |                                   |                                   |                                   |                                   |                                   |                                   |                                   |                                   |                                   |                                   |                                   |                                   |

## 政治

### 现任领导
| 机构     | · 中国共产党 · 襄阳市委员会 | 襄阳市人民代表大会 常务委员会 | 襄阳市人民政府     | · 中国人民政治协商会议 · 襄阳市委员会 |
| 职务     | 书记                        | 主任                          | 市长               | 主席                                  |
| -------- | --------------------------- | ----------------------------- | ------------------ | ------------------------------------- |
| 姓名     | 吴海涛                      | 吕义斌                        | 杜海洋             | 李诗                                  |
| 民族     | 汉族                        | 汉族                          | 汉族               | 汉族                                  |
| 籍贯     | 湖北省英山縣                | 湖北省沙洋县                  | 湖北省秭归县       | 湖北省老河口市                        |
| 出生日期 | 1967年6月（57—58歲）        | 1966年1月（59歲）             | 1969年10月（55歲） | 1964年6月（60—61歲）                  |
| 就任日期 | 2025年1月                   | 2022年1月                     | 2024年10月         | 2022年1月                             |

### 历任领导
| 市委书记 - 张怀念（1983年10月－1988年6月） - 章治文（1988年6月－1991年3月） - 杨斌庆（1991年3月－1996年3月） - 孙楚寅（1996年3月－2002年12月） - 阮成发（2002年12月－2004年9月） - 田承忠（2004年9月－2008年1月） - 唐良智（2008年2月－2011年1月） - 李新华（2011年2月－2011年8月） - 范锐平（2011年8月－2013年5月） - 王君正（2013年5月－2016年1月） - 任振鹤（2016年12月－2017年2月） - 李乐成（2017年2月－2021年3月） - 马旭明（2021年3月－2022年6月） - 王祺扬（2022年6月－2024年12月） - 吴海涛（2025年1月－） | 市长 - 章治文（1983年10月－1988年10月） - 杨斌庆（1988年10月－1991年5月） - 贾天增（1991年5月－1996年3月） - 阎增福（1996年3月－1998年2月） - 罗辉（1998年2月－2002年5月） - 付明珠（2002年11月－2004年12月） - 李德炳（2005年1月－2007年6月） - 唐良智（2007年7月－2008年2月） - 李新华（2008年2月－2011年2月） - 别必雄（2011年3月－2015年1月） - 秦军（2015年2月－2017年10月） - 郄英才（2017年11月－2021年4月） - 王太晖（2021年4月－2024年6月） - 杜海洋（2024年10月－） |

### 行政区划
襄阳市现辖3个市辖区、3个县，代管3个县级市。
- 市辖区：襄城区、樊城区、襄州区
- 县级市：老河口市、枣阳市、宜城市
- 县：南漳县、谷城县、保康县

同时还设置国家级襄阳高新技术产业开发区、国家级襄阳经济技术开发区和鱼梁洲旅游经济开发区。

## 人口
2022年末，全市常住人口527.6万人， 常住人口城镇化率为63.2%。 全市城镇常住居民人均可支配收入43893元。
根据2020年第七次全国人口普查，全市常住人口为5,260,951人。同第六次全国人口普查的5,500,307人相比，十年共减少了239,356人，下降4.35%，年平均增长率为-0.44%。其中，男性人口为2,661,772人，占总人口的50.59%；女性人口为2,599,179人，占总人口的49.41%。总人口性别比（以女性为100）为102.41。0－14岁的人口为917,232人，占总人口的17.43%；15－59岁的人口为3,254,690人，占总人口的61.87%；60岁及以上的人口为1,089,029人，占总人口的20.7%，其中65岁及以上的人口为783,355人，占总人口的14.89%。其中城镇人口324.39万人。60岁及以上老年人口为108.9万人，占全市总人口的比重为20.7%。新出生人口4.8万人，人口出生率为8.1‰；死亡人口3.0万人，死亡率为5.1‰；人口自然增长率为3.0‰。全市男女性别比为102.4∶100。
在总人口中，襄阳市区人口为2 176 693人（含襄州总人口），占全市总人口的37.70％。未落常住人口的人员占总人口的比重为0.92％。2002年，全市新出生43 013人，比上年少生1 235人；死亡24 734人，与上年相比少1 419人。自然增长18 279人，自然增长率为0.32％。全市迁入42 020人、迁出47 242人、机械增长率为-0.09%。在全市非农业人口中，襄阳市城区有835 170人，占全市非农业人口总数的51.71％。根据《中华人民共和国全国分县市人口统计资料2010》，截止2010年末，襄阳市区非农业户籍人口128.60万人，成为湖北省第二个特大城市。

### 民族
襄阳市汉族人口占总人口的99.7％。少数民族有26个、约2万人，以回族居多，约占少数民族总人口的80％。回族主要分布在襄城区，樊城区以及襄州区东北部5个镇、南漳县城及武安镇、谷城县城及石花镇、保康县城、老河口市区及东北部两镇、枣阳市区及东北部两镇、宜城鄢城及流水镇。
全市常住人口中，汉族人口为5,236,618人，占99.54%；各少数民族人口为24,333人，占0.46%。与2010年第六次全国人口普查相比，汉族人口减少248,758人，下降4.53%，占总人口比例下降0.19个百分点；各少数民族人口增加9,402人，增长62.97%，占总人口比例增加0.19个百分点。

### 语言
襄阳方言准确来说是指其所属各县市方言的总和，语言学分类属于官话中的西南官话湖广片鄂北小片（参照2012年新版《中国语言地图集》）。欧阳修在《乐哉襄阳人送别刘大尉从广赴襄阳》中曾对对襄阳地区方言有过“语言轻清略带秦”的评价。现代襄阳境内方言自南向北，西南官话逐渐向中原官话过渡，北部与河南交界的地区已过渡到中原官话南鲁片或信蚌片。

## 经济

### 工业
襄阳市是全国36个明星工业城市之一，是中央、省属三线军工企事业集中的城市，工业总产值仅次于武汉市，居全省第二位；纺织工业是全国39个重点城市之一。全市工业已发展形成以轻工、纺织、机械、汽车制造、电子、医药、建材、化工、食品为主要产业支柱的工业体系。2019年实现地区生产总值(GDP) 4812.8亿。

### 商业
市区现有大、中型商业企业106个。

## 交通

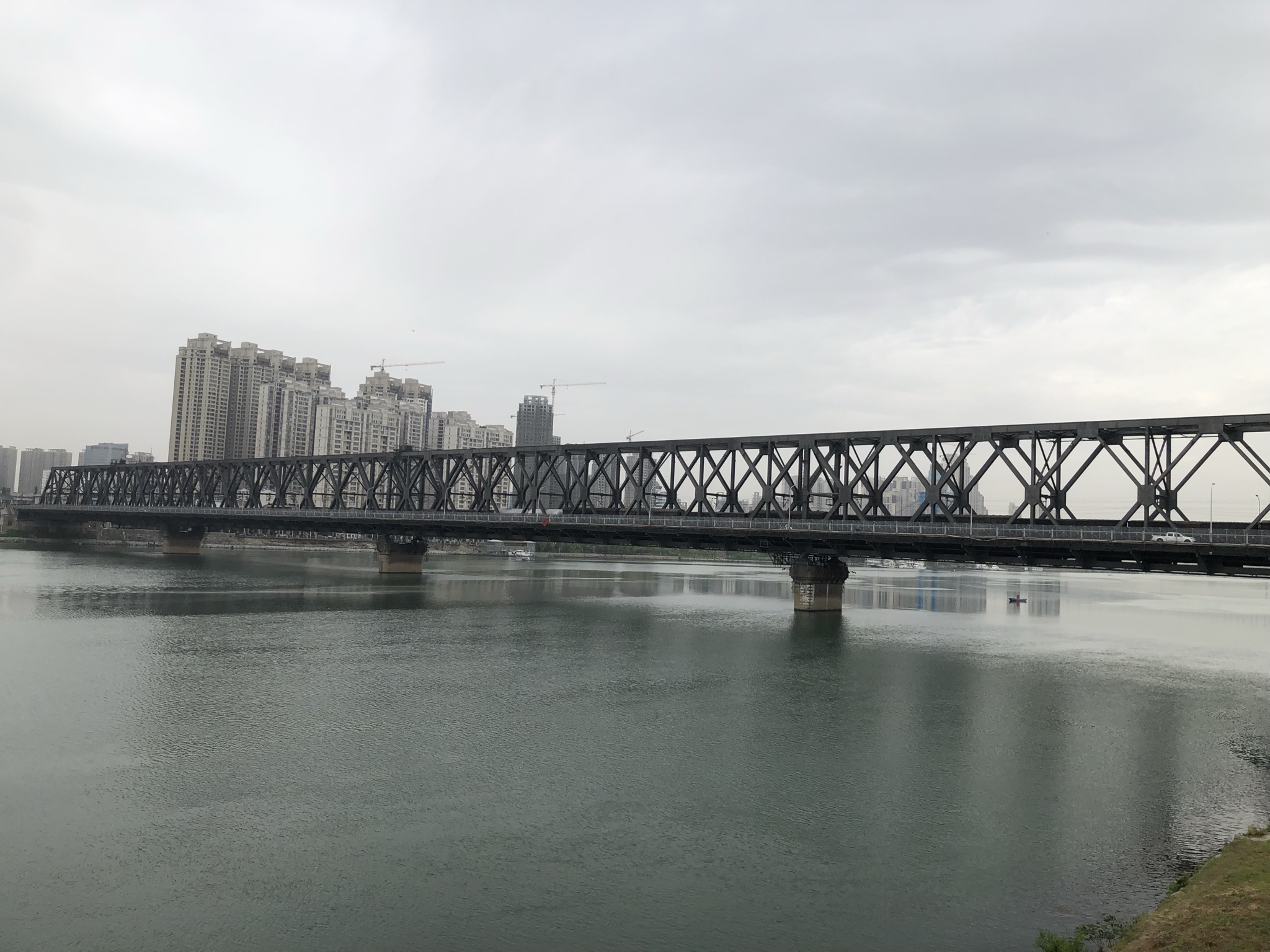
焦柳铁路汉江一桥

襄阳市交通发达，自古即为南北水陆交通要辏，汉水流域重要物资集散地，鄂豫陕一带商业重镇。素有“南襄隘道”、“南船北马”、“七省通衢”之称。

### 铁路
襄渝线、焦柳线、汉丹线、郑渝高铁、呼南高铁、西武高铁、蒙华铁路
- 襄阳站（一等站）
- 襄州站（一等站）
- 襄阳北站（特等站)
- 襄阳南站（四等站)
- 襄阳东站（一等站）

#### 客运
- 襄阳汽车客运中心站
- 襄城汽车客运站
- 襄阳长途汽车客运站
- 襄阳高速公路汽车客运站

#### 市区公交
- 襄阳公交

经营管理者:襄阳市公共交通总公司，拥有46条线路。

#### 国道
- 307国道
- 207国道
- 209国道
- 316国道

#### 省道
- 216省道，枣阳-沙洋
- 217省道，襄州-新野
- 218省道，襄州-钟祥
- 222省道，谷城-保康
- 302省道，老河口-丹江口
- 303省道，襄州-谷城
- 305省道，襄州-竹溪
- 306省道，南漳-随州

### 航空
于市区东北角，距市中心18公里处设有襄阳刘集机场（IATA代码XFN），机场开通到北京、上海、广州、深圳、西安、福州、厦门、武汉、重庆的定期航班。

## 教育

### 大学

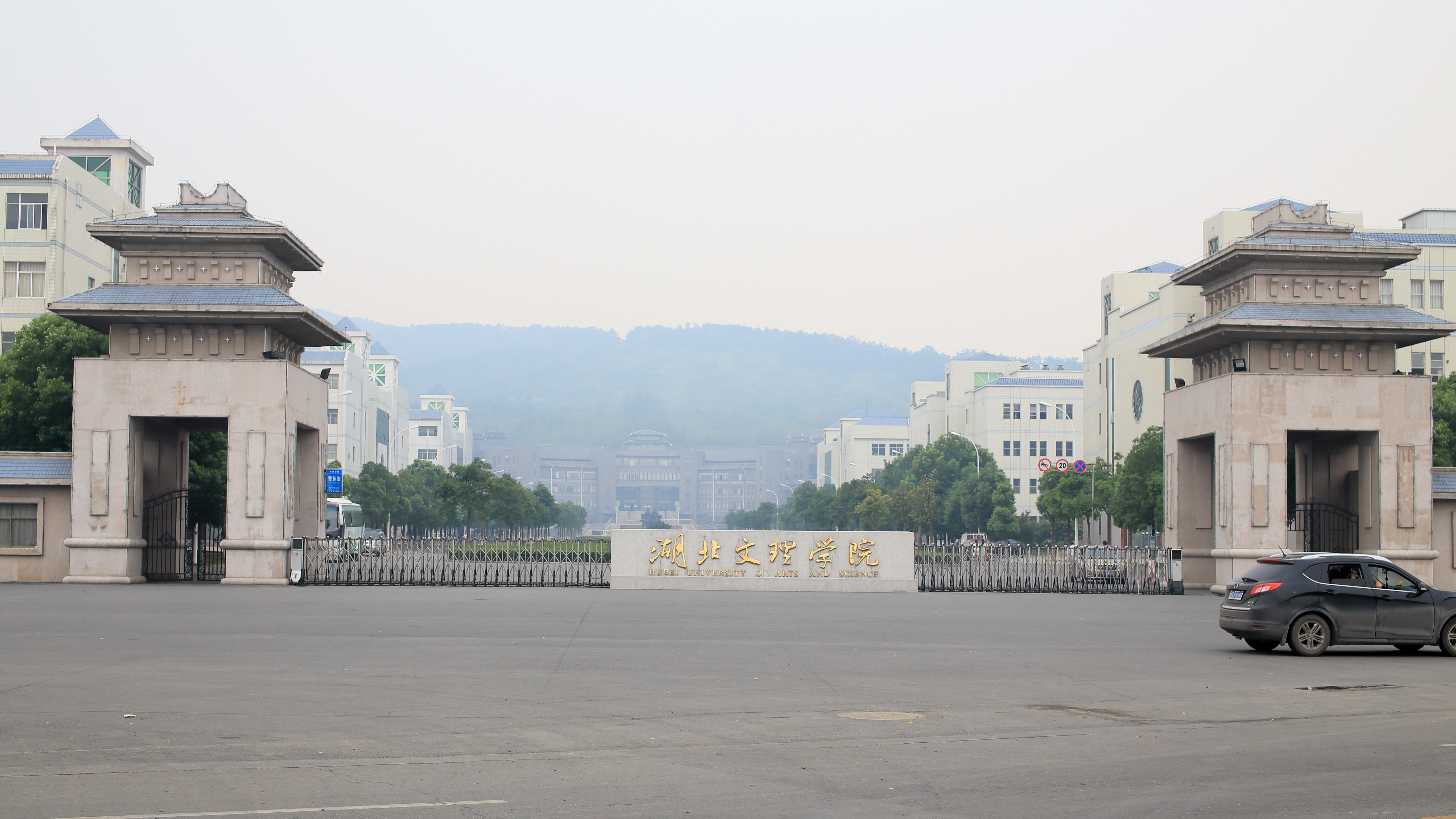
湖北文理学院

- 湖北文理学院：即以前的襄樊学院；
- 湖北文理学院理工学院；
- 襄阳职业技术学院；
- 襄阳汽车职业技术学院；
- 军事经济学院襄阳士官学校；

### 高中
- 襄阳四中
- 襄阳五中
- 襄阳一中
- 襄阳三中
- 襄州一中
- 襄州二中
- 襄州六中
- 襄阳市第八中学
- 襄阳市第九中学
- 襄阳市致远中学
- 襄阳市楚才中学
- 襄阳市第三十六中学
- 襄阳市南漳县第一高级中学
- 襄阳市南漳县第二高级中学
- 襄阳市南漳县城关镇高级中学
- 襄阳市第二十四中学
- 襄阳市第十二中学
- 襄阳市田家炳高级中学（原襄阳县实验中学）
- 襄阳东风中学高中部

### 初中
- 襄阳市第41中学
- 襄州城关一中
- 襄阳35中
- 襄阳诸葛亮中学（原襄阳32中）
- 襄阳31中
- 襄阳四中初中部（原22中）
- 襄阳33中
- 襄阳实验中学（原37中）
- 襄阳7中
- 襄阳市第三十九中学
- 襄阳市第二十中学
- 襄阳市郜营中学
- 襄阳市第二十三中学、襄阳市第三十八中
- 襄阳东风中学初中部

### 小学
- 襄阳市四十一中小学部
- 襄阳市米公小学
- 襄阳市大庆路小学
- 襄阳市实验小学
- 襄阳四中小学部（原东街小学）
- 襄阳市第三十九中学（小学部）（原襄樊市棉纺织厂子弟学校）
- 襄阳市长虹路小学（原汉江路高庄小学）
- 襄阳市磁器街小学
- 襄阳市第二十三中学小学部
- 襄阳市晨光小学

## 旅游

### 古迹
Template:襄樊市古迹
襄阳自古以来，就是南北经济文化的交汇之地和兵家必争之地，族群多元，文化形态多样。共有全国重点文物保护单位9处，省级重点文物保护单位106处，市级重点文物保护单位156处。这些先人遗迹，或弥漫这传统文化的韵味，或极富历史意义与考古价值，是本市最珍贵的文化资产。市政府在主城区规划了8处历史风貌区，是到襄阳不可不游的景点，根据景点整合，这8处历史风貌区如下：友谊街历史风貌区、定中街交通巷历史风貌区、陈老巷历史文化街区、瓷器街历史风貌区、中山前后街历史风貌区、襄阳北街历史风貌区、绿影壁巷历史风貌区。在游览古迹时莫不能忘了襄阳小吃，由于南北经济文化在此交融，所以本市小吃风格也是独树一帜，体现南北兼容并蓄的特色，既是来本市游玩者不得不尝的美味，也是令外游子最为怀念的家乡风物。小吃集中地位于友谊街回民社区和定中街，其他名小吃则散布于市区各处。著名小吃代表有牛杂面、豆腐面、酸辣面、襄阳黄酒、襄阳大头菜、 清汤、薄刀等数十种，其中不少是带有本地特色的清真食品。

### 公共文化設施
- 襄阳博物馆
- 襄阳市图书馆

### 大型百货
- 万千百货
- 银泰百货
- 华洋堂百货
- 鼓楼商场
- 万达广场
- 武商
- 天元四季城
- 民发广场
- 时代天街
- 悦活荟
- 家乐福
- 沃尔玛
- 吾悦广场

### 节庆

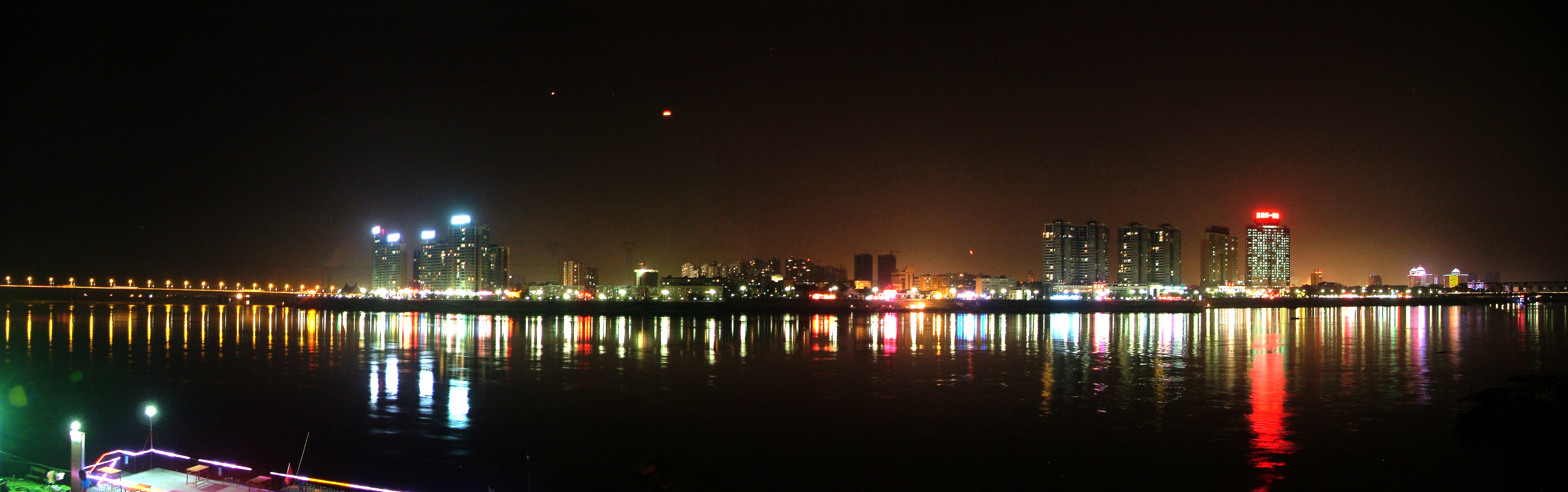
襄阳夜景

- 穿天节
- 火把文化节

## 宗教

### 佛教寺庙
- 襄阳广德寺
- 鹿门寺
- 凤林禅寺
- 谷隐寺
- 延庆寺
- 甘泉寺
- 卧佛寺
- 岘石寺
- 龙泉寺
- 白马寺
- 太山寺
- 重山寺
- 亢家岩观音寺

### 道教道观
- 真武山道观
- 万仙宫
- 万年山道观
- 天保寨道观

### 清真寺
- 友谊街清真寺
- 南街清真寺
- 武安镇清真寺
- 老河口清真寺
- 谷城清真寺
- 枣阳清真寺

### 天主教教堂
- 定中街天主堂
- 沈垭湾天主堂
- 老河口市仁义街天主堂
- 老河口市袁冲天主堂
- 圣母无玷之心方济传教修女会

### 基督新教教堂
- 襄阳市基督教福音堂
- 车城路基督教堂
- 谷城县石花福音堂
- 枣阳福音堂

## 城市象征

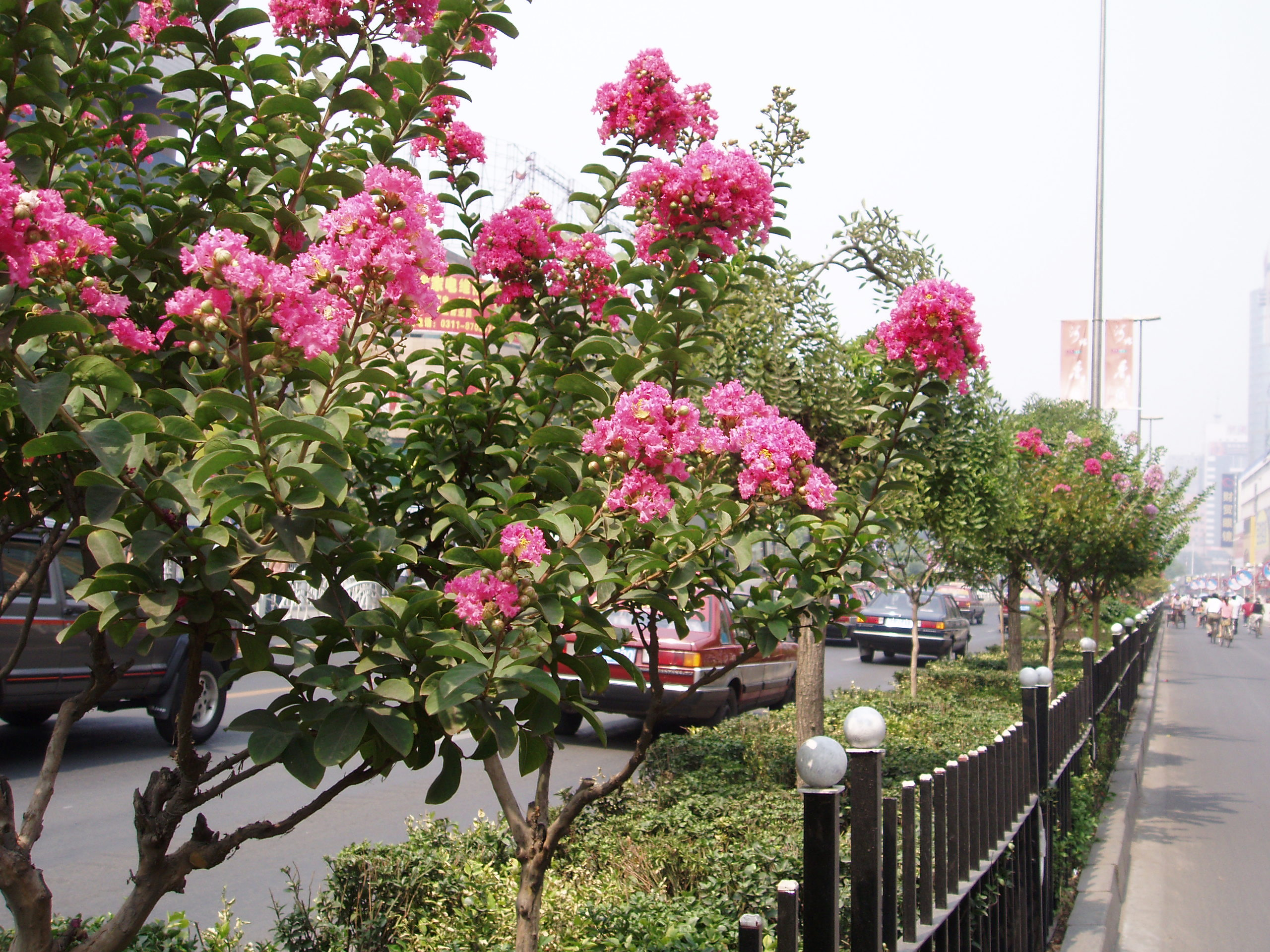
紫薇

市花 紫薇是襄阳本土树种，花期特别长，从初夏一直到深秋，是名副其实的“百日红”，宋代诗人杨万里曾赋诗赞道：“谁道花红无百日，紫薇长放半年花”。它的种类繁多，除紫薇外，还有同一属的尾叶紫薇、大花紫薇等，在襄阳主城区和下辖各县市，不仅可见树龄在百年以上的高大紫薇，还有许多苍老而富有生机、树龄达数百年的尾叶紫薇古桩。1986年8月，经市人大常委会研究，确定紫薇为本市市花。
市树 女贞也是襄阳本土树种，四季常青，树形整齐，生长快，适应性强，且能吸粉尘、抗污染，乃本市绿化首选树种。

## 所获称号
- 国家历史文化名城
- 国家园林城市
- 中国魅力城市
- 中国书法名城
- 中国优秀旅游城市
- 全国卫生城市
- 全国科技进步城市
- 全国可再生能源示范城市
- 全国军民结合典范城市
- 最适宜建工厂的城市(福布斯)
- 承接东部产业转移示范区城市
- 中部最佳投资魅力城市
- 湖北省新能源汽车推广试点城市
- 中国红嘴相思鸟之乡
- 全国见义勇为城市

## 友好城市

### 国内友好城市
- 陕西省咸阳市
- 青海省海东市
- 福建省泉州市
- 黑龙江省牡丹江市

### 国际友好城市
- 襄陽郡 (韓國)（与襄州区）
- 日本 犬山市
- 加拿大 史密斯福尔斯市[22]

## 参看
- 湖北襄阳414大火